# Nylanderia hystrix
Nylanderia hystrix is een mierensoort uit de onderfamilie van de schubmieren (Formicinae). De wetenschappelijke naam van de soort is voor het eerst geldig gepubliceerd in 1984 door Trager.